# Iso-Ruonanen
Iso-Ruonanen eller Ruonasenjärvi är en sjö i Finland. Den ligger i kommunen Lestijärvi i landskapet Mellersta Österbotten, i den centrala delen av landet, 400 km norr om huvudstaden Helsingfors. Iso-Ruonanen ligger 169 meter över havet. I omgivningarna runt Iso-Ruonanen växer i huvudsak blandskog. Arean är 35,3 hektar och strandlinjen är 4,47 kilometer lång. Sjön  ingår i Lesti å huvudavrinningsområde. 